# Religião no Brasil
Religiões no Brasil (censo 2022)
A religião no Brasil é muito diversificada, mas se caracteriza principalmente pela forte presença do cristianismo na sociedade. A Constituição prevê a liberdade de religião e a Igreja e o Estado estão oficialmente separados, sendo o Brasil um Estado laico. A legislação brasileira proíbe qualquer tipo de intolerância, sendo a prática religiosa geralmente livre no país. Segundo o Relatório Internacional de Liberdade Religiosa de 2005, elaborado pelo Departamento de Estado dos Estados Unidos, a "relação geralmente amigável entre religiões contribui para a liberdade religiosa" no Brasil. O Brasil é um país religiosamente diverso, com a tendência de mobilidade entre as religiões e o sincretismo religioso.

## Estatísticas
A população brasileira é majoritariamente cristã, sendo sua maior parte católico-romana. Herança da colonização portuguesa, o catolicismo foi a religião oficial do Estado até a Constituição Republicana de 1891, que instituiu o Estado laico. Também estão presentes os movimentos básicos do protestantismo: adventismo, batista, evangelicalismo, luteranismo, metodismo e, presbiterianismo. No entanto, existem muitas outras denominações religiosas no Brasil, algumas dessas igrejas são: pentecostais, episcopais, restauracionistas, entre outras. Há mais de três milhões e meio de espíritas (ou kardecistas) que seguem a doutrina espírita, codificada por Allan Kardec. O animismo também é forte dividindo-se em candomblé, umbanda, esoterismo, santo daime e tradições indígenas.  Existe também uma minoria de muçulmanos, budistas, judeus e neopagãos. 8% da população (cerca de 15 milhões de pessoas) declarou-se sem religião no 2010 censo, podendo ser agnósticos, ateus ou deístas. Cerca de noventa por cento dos brasileiros declararam algum tipo de afiliação religiosa no 2010 censo realizado.
Nas últimas décadas, tem havido um grande aumento de igrejas neopentecostais o evangelicalismo, o que diminuiu o número de membros tanto da Igreja Católica quanto das religiões afro-brasileiras. Eles cresceram principalmente devido ao desejo político do Partido Republicano dos EUA de espalhar o conservadorismo EUA e conter a América Latina dentro da hegemonia americana durante a Guerra Fria e no início dos anos 2000. O crescimento do protestantismo evangélico no Brasil é atribuído principalmente a uma combinação de trabalho missionário americano independente e colaboradores de direita latino-americanos com o governo americano e a Agência Central de Inteligência durante a Operação Condor. Muitos dos líderes e igrejas evangélicas do início do século XX foram apoiados pelos governos fantoches latino-americanos dos EUA e pelas próprias organizações americanas, que se alinharam aos valores políticos do governo, opondo-se à Teologia da Libertação e a movimentos moderados ou politicamente liberais. Muitas igrejas evangélicas brasileiras continuaram a se alinhar às ideologias americanizadas trazidas e financiadas pelas três instituições.
Nas últimas décadas, a desfiliação religiosa também aumentou junto com o crescimento do protestantismo e do evangelicalismo em todo o país. Essas mudanças demográficas refletiram outros países com grandes populações protestantes na Europa e na América do Norte.
O censo demográfico realizado em 2010, pelo IBGE, apontou a seguinte composição religiosa no Brasil: 64,6% dos brasileiros (cerca de 123 milhões) declaram-se católicos; 22,2% (cerca de 42,3 milhões) declaram-se protestantes (evangélicos tradicionais, pentecostais e neopentecostais); 8,0% (cerca de 15,3 milhões) declaram-se irreligiosos: ateus, agnósticos, ou deístas; 2,0% (cerca de 3,8 milhões) declaram-se espíritas; 0,7% (1,4 milhão) declaram-se testemunhas de Jeová; 0,3% (588 mil) declaram-se seguidores do animismo afro-brasileiro como o Candomblé, o tambor de Mina, além da Umbanda; 1,6% (3,1 milhões) declaram-se seguidores de outras religiões, tais como: os budistas (243 mil), os judeus (107 mil), os messiânicos (103 mil), os esotéricos (74 mil), os espiritualistas (62 mil), os islâmicos (35 mil) e os hoasqueiros (35 mil). Há ainda registros de pessoas que declaram-se baha'ís e wiccanos, porém nunca foi revelado um número exato dos seguidores de tais religiões no país.
De acordo com o censo de 2022, 56,75% da população era católica, 26,85% protestante ou evangélica, 9,28% sem religião, 1,84% espírita, 1,05% de religião afro-brasileira, 4,01% de outras religiões, 0,06% de religião indígena e 0,17% não declarada. Notavelmente, áreas com crescente presença evangélica protestante em todo o Brasil também têm visto aumentos na população irreligiosa.
De acordo com o Annuario Pontificio de 2025 da Santa Sé, a Igreja Católica Brasileira continuou a crescer. Ela consistia em 182 milhões de uma estimativa de 212 milhões de residentes, ou 86% da população. Isso contrasta com os registros do censo de 2022 do governo e com os especialistas que relatam um declínio maior do cristianismo católico brasileiro.

## História
Antes da colonização europeia, os povos indígenas do Brasil praticavam muitas religiões diversas. Algumas dessas religiões indígenas estavam fortemente conectadas à natureza. O Brasil por ter sido uma colónia portuguesa tem uma população majoritariamente cristã católica (99,7%) de acordo com o primeiro da história do país em agosto de 1872 sob o comando de Dom Pedro II, que contabilizou quase 10 milhões de habitantes (atualmente a capital paulistana tem 12,4 milhões de habitantes).
Durante o reinado brasileiro do imperador Dom Pedro I (1822-1831), este tentou ser a liderança suprema da igreja no país, seguido pela segunda pessoa mais influente do reinado, Diego Antonio Feijó (1784—1843), um padre galicano anti-roma. Na época de Dom Pedro II, este favoreceu as opiniões nacionais de Voltaire e desconfiava da influência da Igreja na povo; pois o imperador via a igreja como uma parte da administração estatal. Os municípios estatutários encerraram as atividades e a burguesa brasileira criou políticas baseadas no positivismo anti-clerical.
Em 1869/1870, os bispos do Brasil participaram do Concílio Vaticano I, o que fortaleceu a igreja como uma organização independente do Estado.
Com o crescimento do protestantismo histórico no Brasil e a secularização do país, missionários americanos começaram a introduzir o protestantismo evangélico. Durante o século XX, o evangelicalismo também começou a ser usado como ferramenta pelo governo dos Estados Unidos e pela Agência Central de Inteligência. O movimento evangélico, transformado em arma no Brasil, foi usado para denunciar, perseguir e silenciar o catolicismo e movimentos não conservadores.
Com o crescimento do evangelicalismo e sua disseminação no Brasil e em outros países latino-americanos, financiado e influenciado pelos Estados Unidos, para denunciar especificamente a Teologia da Libertação, o movimento, assim como seus equivalentes católicos, começou a influenciar a política brasileira. Ao infiltrar ideologias americanas e valores religiosos conservadores e evangélicos em países latino-americanos, especialmente no Brasil, muitos brasileiros que estiveram envolvidos com empresas, agentes governamentais, líderes religiosos e intelectuais americanos auxiliaram no crescimento desse movimento.
Utilizando a teologia da prosperidade e o capitalismo como armas, o governo americano e simpatizantes brasileiros tornaram-se mais ousados em suas operações, agora desclassificadas e atuais, contra o Brasil e o restante da América Latina. Segundo a Polícia Federal, algumas igrejas evangélicas que foram criadas a partir de suas filiais nos EUA (a Assembleia de Deus e a Igreja Batista, por exemplo) foram implicadas na tentativa de golpe de Bolsonaro. Alguns políticos evangélicos também ameaçaram com respostas reacionárias aos julgamentos de Bolsonaro. Desde o seu crescimento no Brasil, muitas igrejas evangélicas também se envolveram na perseguição de religiões afro-brasileiras. Esses eventos têm causado protestos inter-religiosos.
 

Embora se espere que os evangélicos e o neopentecostalismo superem em número os católicos brasileiros até 2035, de acordo com o Datafolha e outros, segundo relatórios do Vaticano, os brasileiros ainda são majoritariamente católicos, em 2025. Os brasileiros também continuam a constituir a maior população católica do mundo. Junto com a população predominantemente católica em 2022-2025, os protestantes evangélicos têm enfrentado um aumento na desfiliação religiosa em áreas de destaque protestante.

## Grupos religiosos

### Bahaísmo
A religião abraâmica bahaísmo (Fé bahá'í) no Brasil iniciou em 1919 com a primeira visita dos bahá'ís no país, sendo a pioneira desta religião no Brasil a norte-americana Leonora Armstrong quando mudou para o país em fevereiro de 1921.

### Budismo

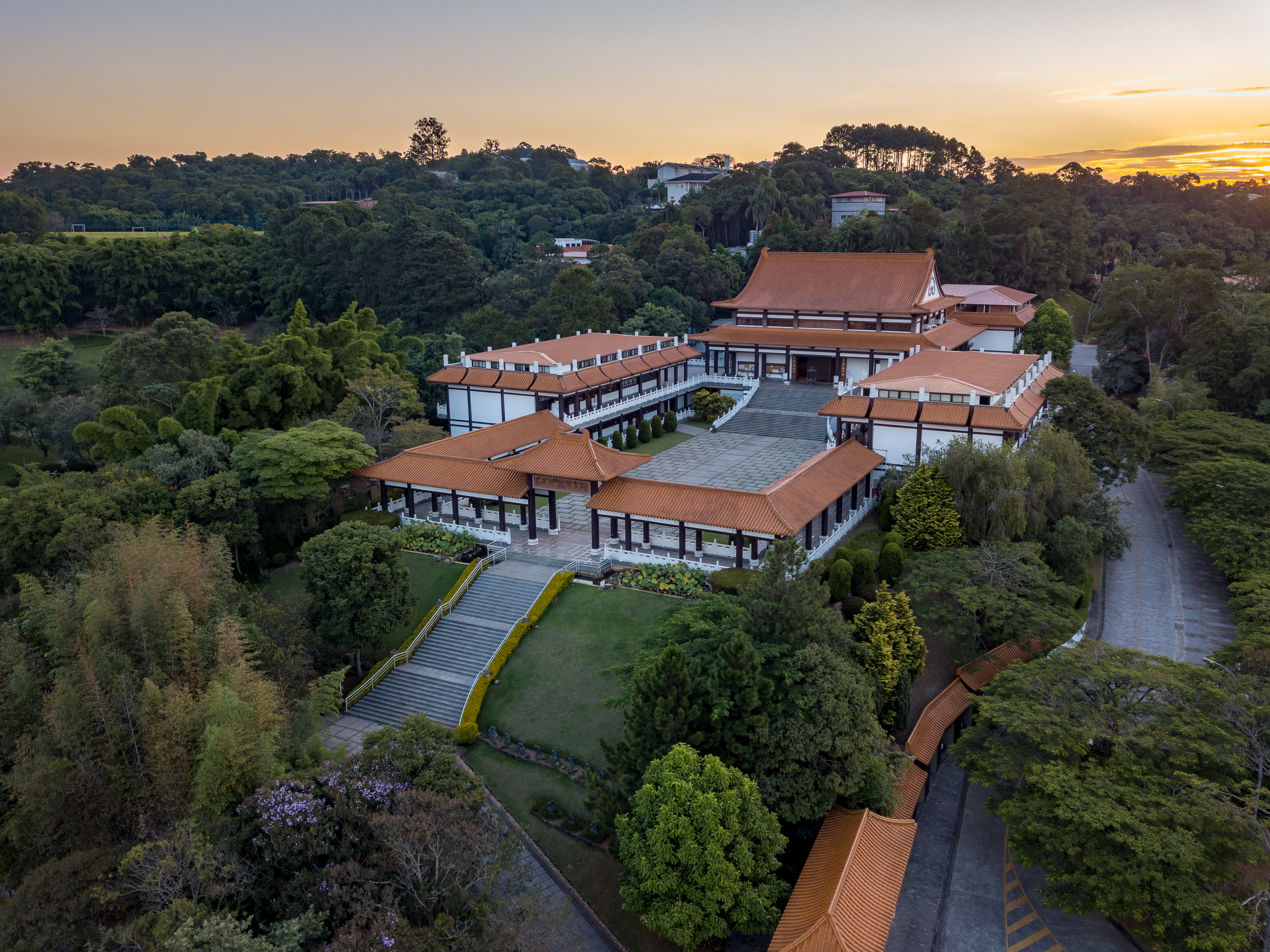
Templo budista Zu Lai em Cotia, São Paulo, o maior da América Latina.

O budismo é provavelmente a maior de todas as religiões minoritárias do Brasil. Segundo o Instituto Brasileiro de Geografia e Estatística (IBGE), em 2010 havia 243 966 budistas no Brasil — em 1991 236 408 budistas, em 2000 214 873 budistas no país (-9.1%) O número relativamente grande de seguidores é devido, principalmente, a grande comunidade japonesa brasileira. Cerca de um quinto da comunidade japonesa no Brasil é seguidora do budismo. Ramos budistas japonesas, como o Budismo de Nitiren (mais notavelmente a Soka Gakkai), Jodo Shinshu e Zen são os mais populares.
No entanto, nos últimos anos tradições chinesas e do sudeste asiático, como a Mahayana e Theravada, estão ganhando popularidade. O budismo foi introduzido no Brasil no início do século XX, por imigrantes japoneses, embora agora, 60% dos brasileiros japoneses sejam cristãos devido às atividades missionárias e casamento. No entanto, a cultura brasileira japonesa tem uma substancial influência budista.

### Cristianismo
No Brasil a maior denominação cristã com mais membros é a religião católica romana, seguido pelas religiões protestantes evangélicas. Os evangélicos e pentecostais cresceram muto no Brasil nas últimas décadas e, estima-se que cerca de 15% dos cristãos sejam pentecostais.

#### Catolicismo

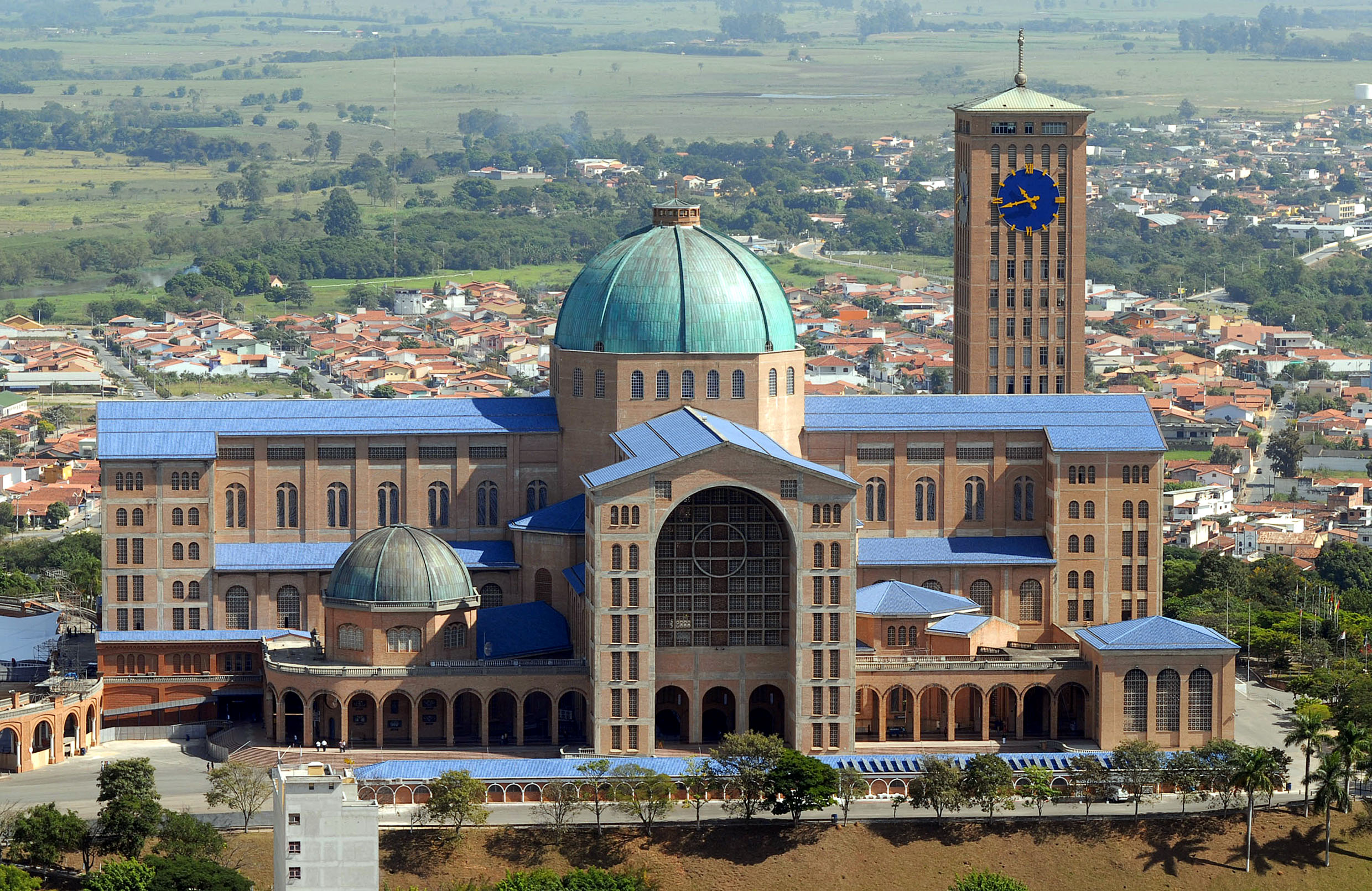
Basílica de Nossa Senhora Aparecida, em Aparecida, um dos maiores templos católicos do mundo.

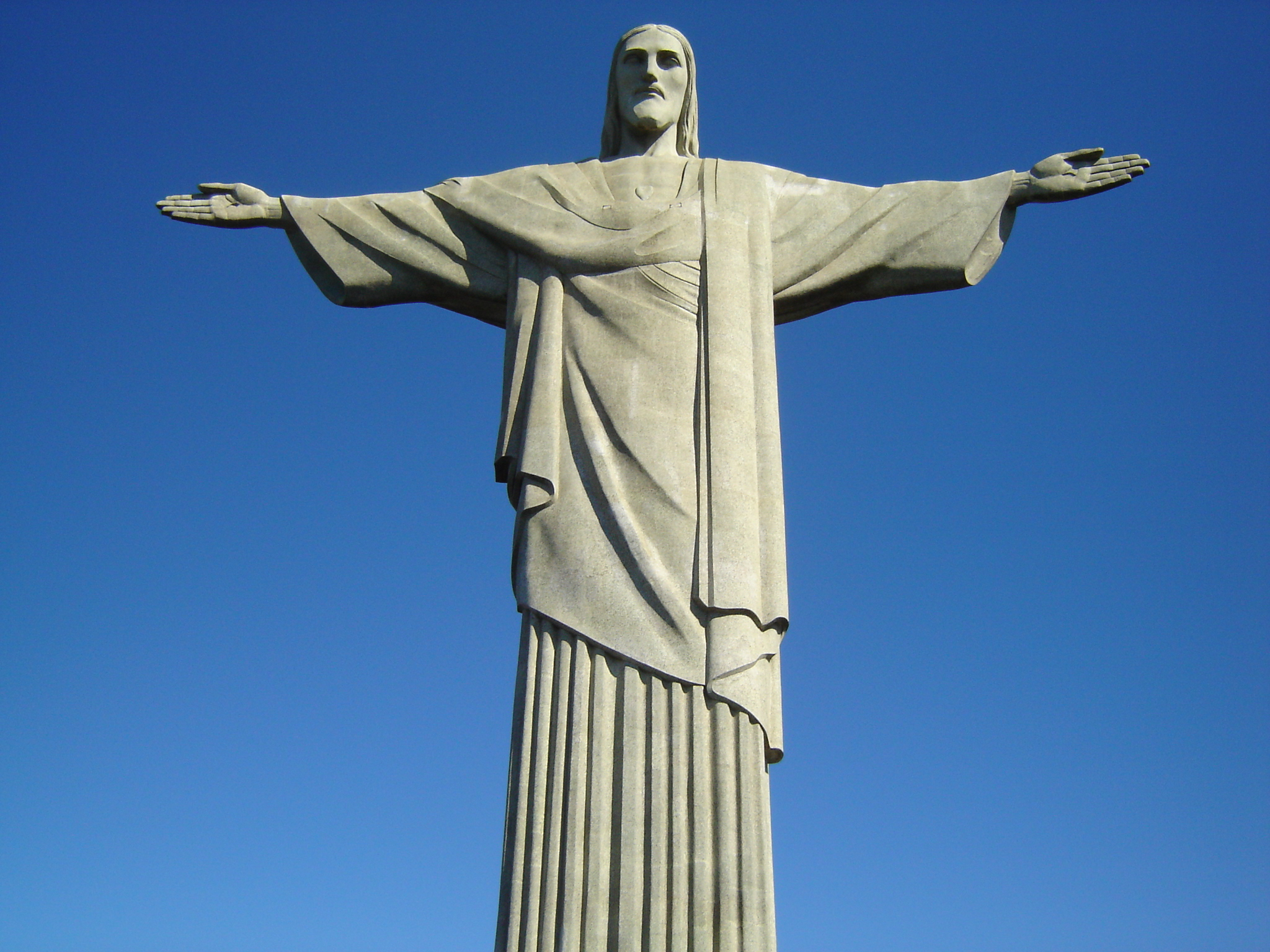
Estátua do Cristo Redentor no Rio de Janeiro, Brasil.

A principal religião do Brasil, desde o século XVI, tem sido o catolicismo romano. Ela foi introduzida por missionários jesuítas que acompanharam os exploradores e colonizadores portugueses nas terras do país recém-descoberto. O Brasil é considerado o maior país do mundo em número de católicos nominais, com 64,6% da população brasileira declarando-se católica, de acordo com o Censo do IBGE de 2010.
No transcorrer do século XX, foi perceptível uma diminuição no interesse pelas formas tradicionais de religiosidade no país. Um reflexo disso é o aparecimento de grande número de pessoas que se intitulam católicos "não praticantes". Uma pesquisa de 2007 da Fundação Getúlio Vargas, no entanto, indicou que o número de católicos estagnou no país depois de mais de 130 anos de queda. Entretanto, segundo dados do Censo do IBGE, entre os anos 2000 e 2010, o total de católicos diminuiu 1,4%, enquanto a população brasileira aumentou 12,3%. Em 2010, havia 123,2 milhões de católicos no País; em 2000, eram 124,9 milhões. Em dez anos, a comunidade católica perdeu uma população equivalente à de Curitiba. Em 2022, o censo relatou que 56,75% da população era católica. Em 2025, segundo dados da Igreja, a população católica brasileira havia se recuperado e contava com mais de 182 milhões de adeptos.
Entre as tradições populares do catolicismo no Brasil estão as peregrinações à Basílica de Nossa Senhora Aparecida, o quarto santuário mariano mais visitado do mundo, e é capaz de abrigar até 45 mil fiéis. Nossa Senhora Aparecida acabou por tornar-se a Padroeira do Brasil. Outras festas católicas importantes são o Círio de Nazaré, Festa do Divino, a Festa do Divino Pai Eterno, mais conhecida como Romaria de Trindade, em Goiás, e a Romaria de Nossa Senhora Medianeira, que ocorre anualmente no segundo domingo de novembro, em Santa Maria, na região central do Rio Grande do Sul.[carece de fontes?]
A Renovação Carismática Católica (RCC) chegou ao Brasil no começo dos anos 1970. O movimento busca dar uma nova abordagem à evangelização e renovar algumas práticas da tradição católica e assemelha-se em certos aspectos às Igrejas Pentecostais, como no uso dos dons do Espírito Santo, na adoção de posturas que são consideradas fundamentalistas e numa maior rejeição ao sincretismo religioso por parte de seus integrantes.
Em 2022, a maior proporção de católicos estava concentrada nas regiões Nordeste (63,9%) e Sul (62,4%) do país.A menor proporção de católicos é encontrado na região Centro-Oeste. O Piauí tem a maior proporção de católicos (77,43%) e Roraima tem a menor (37,89%). O município com o maior número de seguidores do catolicismo no Brasil é Montauri, no Rio Grande do Sul, onde 98,32% da população se considera católica.

#### Protestantismo

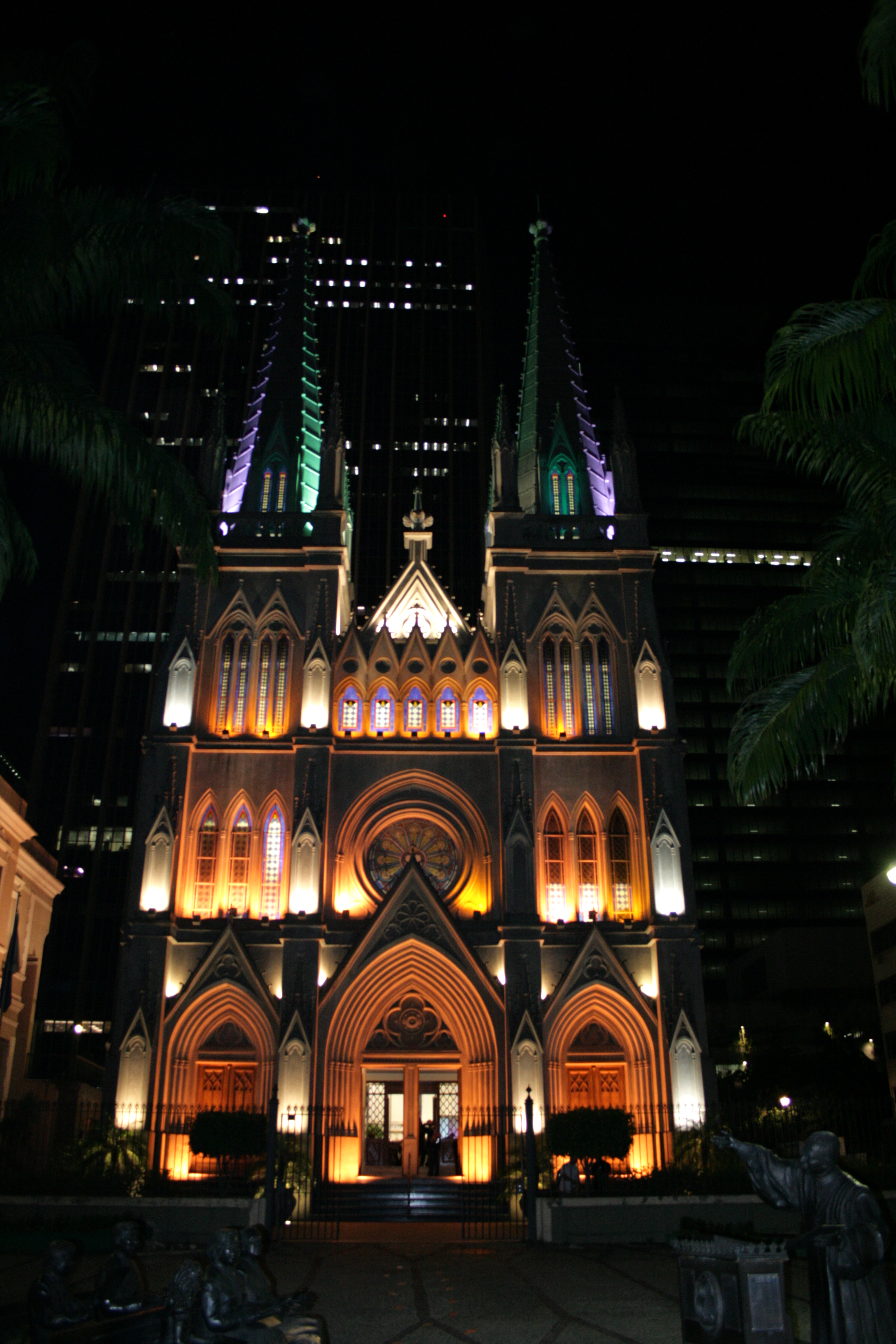
Igreja Presbiteriana do Rio de Janeiro

O protestantismo é o segundo maior segmento religioso do Brasil, representado principalmente pelas igrejas evangélicas, com cerca de 47,4 milhões de fiéis, o que representa mais de um quarto da população brasileira. Entre as maiores denominações protestantes tradicionais do Brasil em número de adeptos estão os batistas (3,7 milhões), presbiterianos (1,5 milhão), Adventistas do Sétimo Dia (1,5 milhão), luteranos (1 milhão) e metodistas (340 mil). Entre os protestantes evangelicalistas (ou pentecostais e os neopentecostais), os grupos com o maior número de seguidores são a Assembleia de Deus (12,3 milhões), a Congregação Cristã no Brasil (2,3 milhões), a Igreja Universal do Reino de Deus (1,8 milhão) e a Igreja do Evangelho Quadrangular (1,8 milhão).
O segmento religioso cristão protestante apresentou um forte crescimento no país nas últimas décadas, aumentando o seu número de seguidores em 61% no período compreendido entre 2000 e 2010. Entre 2010 e 2022, o aumento foi de 35%, refletindo a primeira desaceleração na tendência de crescimento em 62 anos.
O protestantismo chegou ao Brasil pela primeira vez com viajantes e nas tentativas de colonização do Brasil por huguenotes (nome dado aos reformados franceses), que durante o século XVI fugiam da então perseguição religiosa de seu país de origem, cuja maioria da população é católica. Também chegou ao país através de reformados holandeses e flamengos quando estes estabeleceram uma colônia no atual nordeste brasileiro. Esta tentativa não deixou frutos persistentes. Uma missão francesa enviada por João Calvino se estabeleceu, em 1557, numa das ilhas da Baía de Guanabara, fundando a França Antártica.
As primeiras igrejas protestantes com atividade contínua chegaram ao Brasil quando, com a vinda da família real portuguesa para o Brasil e a abertura dos portos a nações amigas por meio do Tratado de Comércio e Navegação, comerciantes ingleses estabeleceram a Igreja Anglicana no país, em 1811. Seguiu-se então a implantação de outras igrejas protestantes por imigrantes que chegavam ao país: alemães trouxeram a Igreja Luterana, em 1824, imigrantes americanos trouxeram a Igreja Batista (em 1871) e a Metodista (sendo que estas duas denominações surgiram na Inglaterra e foram introduzidas nos Estados Unidos durante o período colonial daquele país), e também a Igreja Adventista (de origem norte-americana), em 1890. Os missionários Robert Kalley (escocês) e Ashbel Green Simonton (norte-americano) trouxeram as Igrejas Congregacional (de origem inglesa, em 1855) e Presbiteriana (de origem escocesa, em 1859), respectivamente, estas voltadas ao público brasileiro e não apenas a comunidades de imigrantes.
A onda mais proeminente de igrejas protestantes foi a evangélica. Essas igrejas aumentaram consideravelmente em número ao longo do século XX, devido à influência e às missões patrocinadas pelo governo americano.
Os dados do censo 2010 mostram que as igrejas protestantes do movimento pentecostal (sendo que este movimento se originou nos EUA no início do século XX) são as que têm a maior proporção de fieis com renda per capita inferior a um salário mínimo: 63,7% do total. Os dados do IBGE (Instituto Brasileiro de Geografia e Estatística) também mostram diferenças entre as áreas rurais e urbanas do país. Nas zonas rurais, 77,9% são católicos e 10,1% são evangélicos de origem pentecostal, enquanto nas zonas urbanas esses percentuais são de 62,2% e 13,9%, respectivamente. Na média do país, 64,6% se declararam católicos e 12,2%, evangélicos pentecostais.

##### Adventismo
No Brasil segundo o IBGE são 1 561 071 membros da IASD em 2010 sob a coordenação de sete Uniões que administram as Associações e Missões. As instituições da IASD do Brasil e  de sete países latino-americanos formam a Divisão Sul Americana, com sede em Brasília, Distrito Federal.

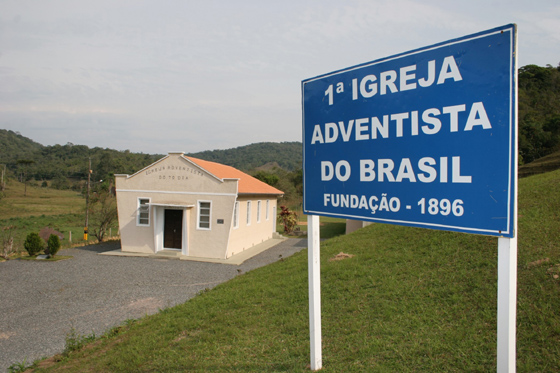
Primeira Igreja Adventista do Brasil em Santa Catarina.

O adventismo chegou ao Brasil em 1884 através de publicações que chegaram pelo porto de Itajaí com destino a cidade de Brusque, no interior de Santa Catarina. Em maio de 1893 chegou o primeiro missionário adventista, Alberto B. Stauffer que introduziu formalmente através da Colportagem os primeiros contatos com a população. Em abril de 1895 foi realizado o primeiro batismo em Piracicaba, SP, sendo Guilherme Stein Jr o primeiro converso. Inicialmente os estados brasileiros com maior presença germânica foram atingidos pela literatura adventista. Conforme informações repassadas pelo pastor F Westphal, a primeira Igreja Adventista do Sétimo Dia em solo nacional foi estabelecida na região de Gaspar, em Santa Catarina, em 1895, seguida por congregações no Rio de Janeiro e em Santa Maria de Jetibá, no Espírito Santo, todas no mesmo ano.
Com a fundação da gráfica adventista em 1905 em Taquari, RS (atual Casa Publicadora Brasileira localizada em Tatuí-SP), o trabalho se estabeleceu entre os brasileiros e se expandiu em todos os estados. A primeira Escola Adventista no Brasil surgiu em 1896 na cidade de Curitiba. Em 2005 somam-se 393 escolas de ensino fundamental e 118 do ensino médio com o total de 111 453 alunos e seis instituições de Ensino Superior (IES) com mais de cinco mil alunos que tem no Centro Universitário Adventista de São Paulo, sua matriz educacional. O UNASP como é conhecida esta IES, surgiu em 1915, no Capão Redondo, SP e hoje conta com três campi: na cidade de São Paulo, em Engenheiro Coelho e Hortolândia.

##### Anglicanismo

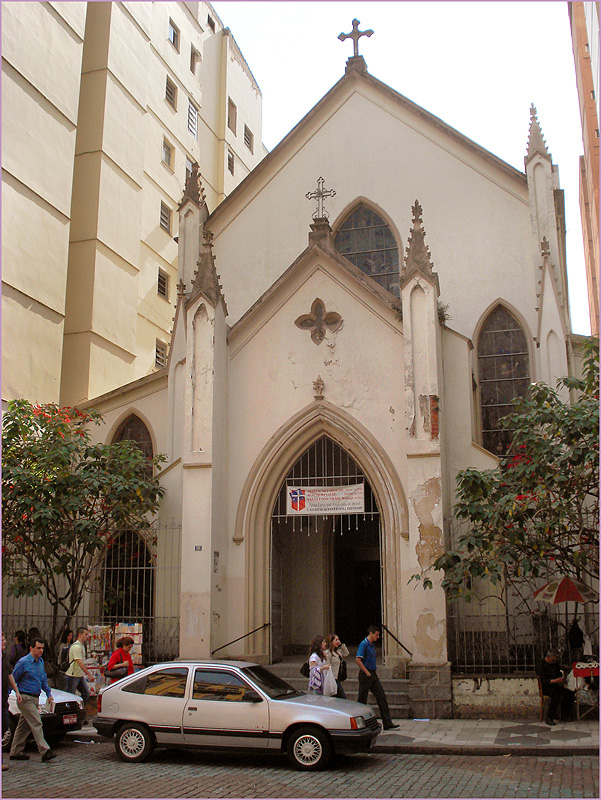
Catedral da Santíssima Trindade, Porto Alegre.

A história do anglicanismo no Brasil inicia-se no século XIX, no contexto da transferência da corte portuguesa para o Brasil, o que trouxe destaque para a região nas relações exteriores e possibilitou a abertura das primeiras capelas anglicanas no país. O anglicanismo é o grupo protestante mais antigo em operação contínua no Brasil e a primeira religião cristã não católica a ser permitida por lei. Inicialmente vinculado à Igreja da Inglaterra e restrito aos membros da colônia britânica, o anglicanismo começou a arregimentar fiéis brasileiros após as iniciativas missionárias de membros da Igreja Episcopal dos Estados Unidos, que obtiveram êxito a partir de 1889, quando foi proclamada a República, o que desvinculou a Igreja Católica do Estado brasileiro e permitiu a livre conversão dos brasileiros a qualquer religião além da católica.
A Igreja Episcopal Anglicana do Brasil é a província oficial da Comunhão Anglicana no Brasil e está em plena comunhão com a matriz principal, a Igreja da Inglaterra. Estima-se que sejam cerca de 120 000 anglicanos no Brasil.

##### Testemunhas de Jeová

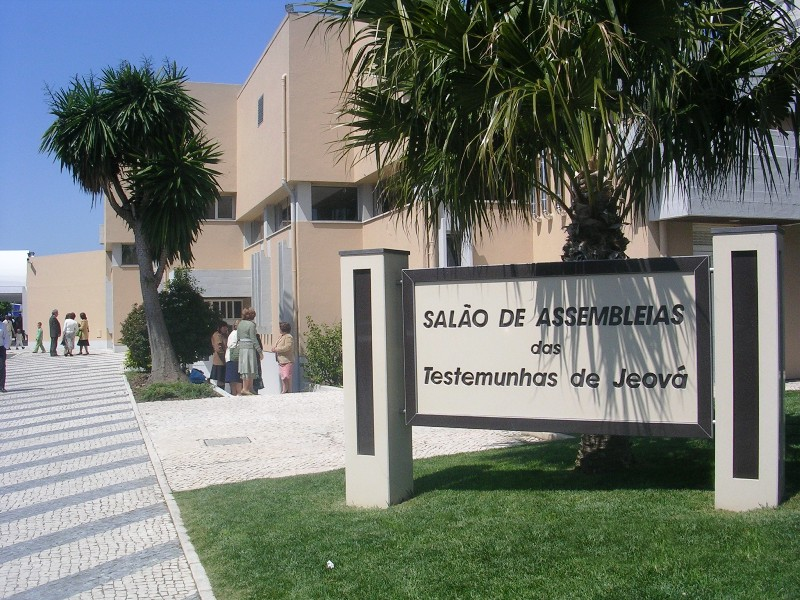
Salão de Assembleia das Testemunhas de Jeová

Os primeiros registros das crenças das Testemunhas de Jeová no Brasil datam de 1899, quando a revista A Torre de Vigia (atualmente A Sentinela Anunciando o Reino de Jeová) chega dos Estados Unidos ao país. Em 1923, foi estabelecida uma congênere da Sociedade Torre de Vigia de Bíblias e Tratados no Rio de Janeiro, com o objetivo de realizar a impressão e distribuição de publicações, bem como de organizar a obra das Testemunhas de Jeová no país.
De acordo com dados do Censo de 2010 do IBGE, haviam 1 393 208 Testemunhas de Jeová no Brasil, que se distribuem em 11 802 congregações. Atualmente, o Brasil é um dos países com maior número de Testemunhas de Jeová. Em 2015, foram feitos 28.349 batizados no país. Foram realizados 863 612 estudos bíblicos pelas Testemunhas no Brasil. Os membros dedicaram 172 695 296 horas em trabalho voluntário de pregação e ensino.
As reuniões das Testemunhas de Jeová ultrapassam uma média de um milhão pessoas presentes ao ano, sendo que 1 743 624 pessoas estiveram presentes em sua principal reunião anual de 2015, a Comemoração da Morte de Cristo. Os Estados com maior número de Testemunhas de Jeová são: São Paulo, Minas Gerais, Rio de Janeiro, Bahia e Rio Grande do Sul.

#### Mormonismo

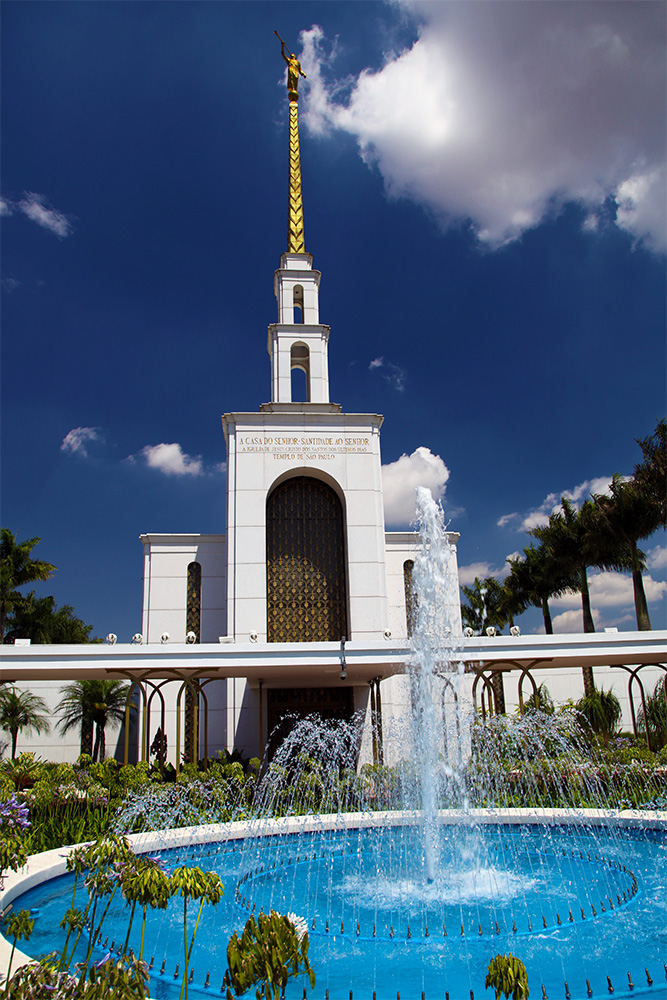
O Templo de São Paulo foi o primeiro templo da igreja construído na América do Sul

O Santos dos Últimos Dias chegaram ao Brasil em 1913, por meio de imigrantes alemães, porém o trabalho de proselitismo só se iniciou em 1929. É igreja que mais cresce no Brasil em número de membros, de acordo com estimativas dos registros da instituição religiosa, possui cerca de 1,5 milhão membros, caracterizando-se no terceiro país em número de fiéis no mundo, atrás apenas dos Estados Unidos e México. A Igreja possui 36 missões, 2.172 congregações, 21 Templos e 524 Centros de História da Família.
Segundo a doutrina da Igreja, nesses templos são realizadas ordenanças sagrdas, tais como batismo vicário, casamento celestial e selamento de famílias, além de ser um lugar de aprendizado e espiritualidade. Somente membros batizados e dignos podem entrar os templos. A Igreja realiza reuniões de adoração aos domingos em suas capelas pelo Brasil que estão abertas ao público. A Igreja é ativa em ajudas comunitárias no Brasil, destacando-se através do programa Mãos Que Ajudam. Apesar de serem cristãos, eles acreditam ser a Igreja de Cristo restaurada na Terra.
A Igreja Mórmon no Brasil é presidida pelos Élderes (título que significa "senhor","Irmão mais velho", "ancião") Adilson Parrella (Presidente), Joaquim Costa (Primeiro Conselheiro) e Joni L. Koch (Segundo Conselheiro). No país, os mórmons, também chamados de SUD santos dos últimos dias, têm nove templos construídos, dedicados e em funcionamento (em São Paulo, Recife, Porto Alegre, Campinas, Curitiba, Manaus, Fortaleza, Rio de Janeiro, Belém e Brasília que já tem a data de dedicação agendada ), uma construir, em Salvador. e um com início de construção agendado em Belo Horizonte. Pela crença mórmon, nesses templos são realizadas ordenanças como batismo vicário, casamento celestial e selamento de famílias, além de ser um lugar de aprendizado e espiritualidade. Somente membros batizados e dignos podem entrar os templos. A Igreja Mórmon realiza reuniões de adoração aos domingos em suas capelas pelo Brasil que estão abertas ao público.

#### Igreja Ortodoxa

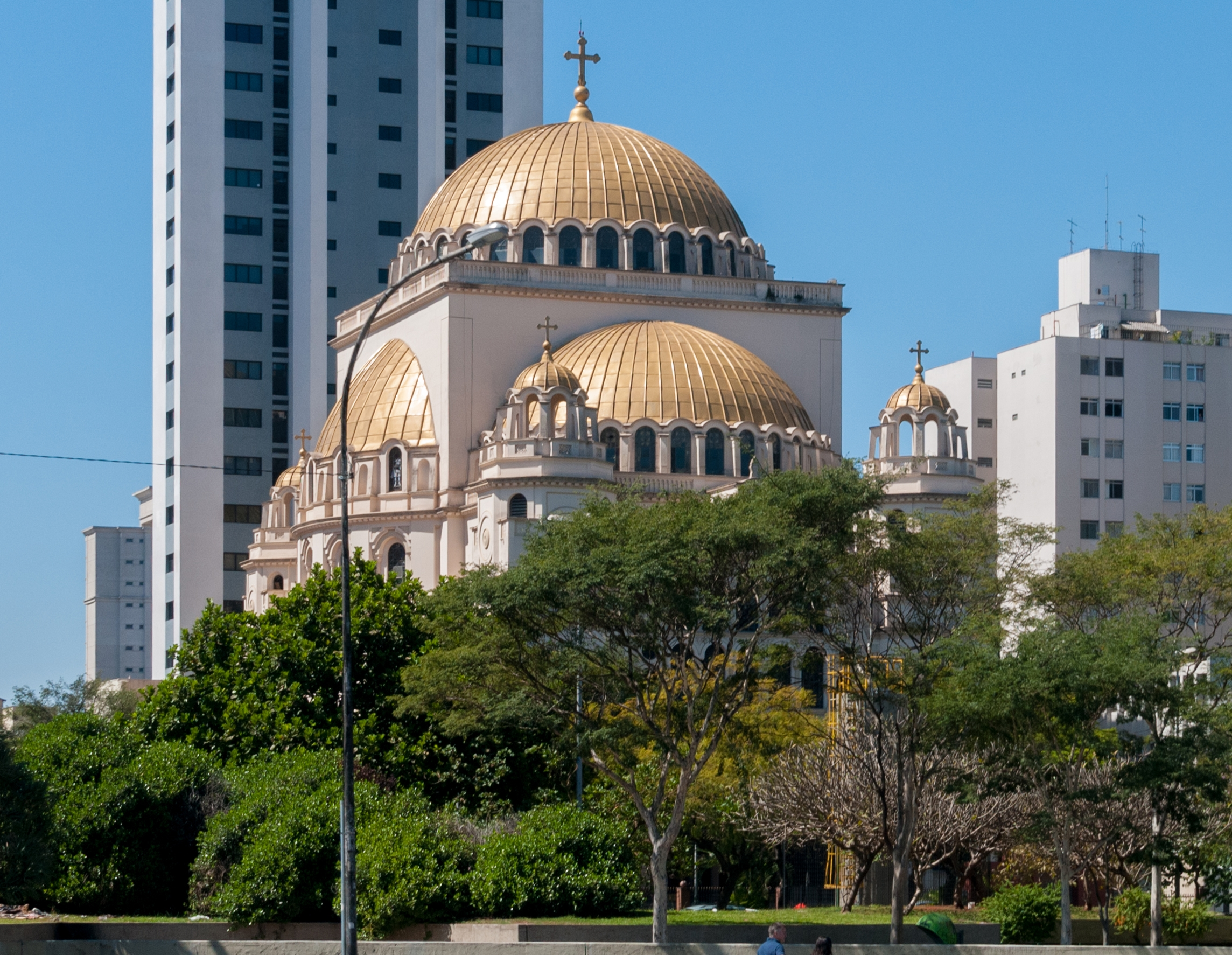
Catedral Metropolitana Ortodoxa, em São Paulo.

A Igreja Ortodoxa também se faz presente no Brasil. No país, a ortodoxia chegou com os imigrantes poloneses, gregos, árabes, russos e ucranianos. Assim, nos estados de São Paulo, Rio de Janeiro e Paraná, onde há maior número de descendentes dessas nacionalidades, é possível encontrar vários templos e comunidades ortodoxas.
A Catedral Metropolitana Ortodoxa, localizada em São Paulo, na rua Vergueiro, além de ser a Sé da Arquidiocese da Igreja Católica Ortodoxa Antioquina de São Paulo é, também, de todo o Brasil. É um exemplo de construção arquitetônica bizantina que pode ser apreciado na América do Sul. Seu projeto, cuja edificação teve início da década de 1940, foi inspirado na Basílica de Santa Sofia em Constantinopla (atual Istambul) e foi inaugurada em janeiro de 1954. De acordo com dados do IBGE, existiam 131 571 cristãos ortodoxos no Brasil.
A Igreja Ortodoxa está representada no Brasil pelas seguintes jurisdições: Patriarcado de Antioquia, Patriarcado de Moscou, Patriarcado da Sérvia, Igreja Ortodoxa da Grécia, Igreja Ortodoxa da Ucrânia e Igreja Ortodoxa da Polônia, esta última tendo em posse uma Eparquia Ortodoxa do Brasil; e se encontra presente nos estados: São Paulo, Rio de Janeiro, Santa Catarina, Rio Grande do Sul, Paraná, Minas Gerais, Goiás, Distrito Federal e Pernambuco.[carece de fontes?]
Também há presença no país de igrejas ortodoxas orientais: a mais numerosa sendo a Igreja Ortodoxa Síria, mas também de duas paróquias da Igreja Apostólica Armênia e uma da Igreja Ortodoxa Copta no estado de São Paulo. A comunidade ortodoxa oriental no país é amplamente composta por brasileiros convertidos e seus descendentes.

### Espiritismo

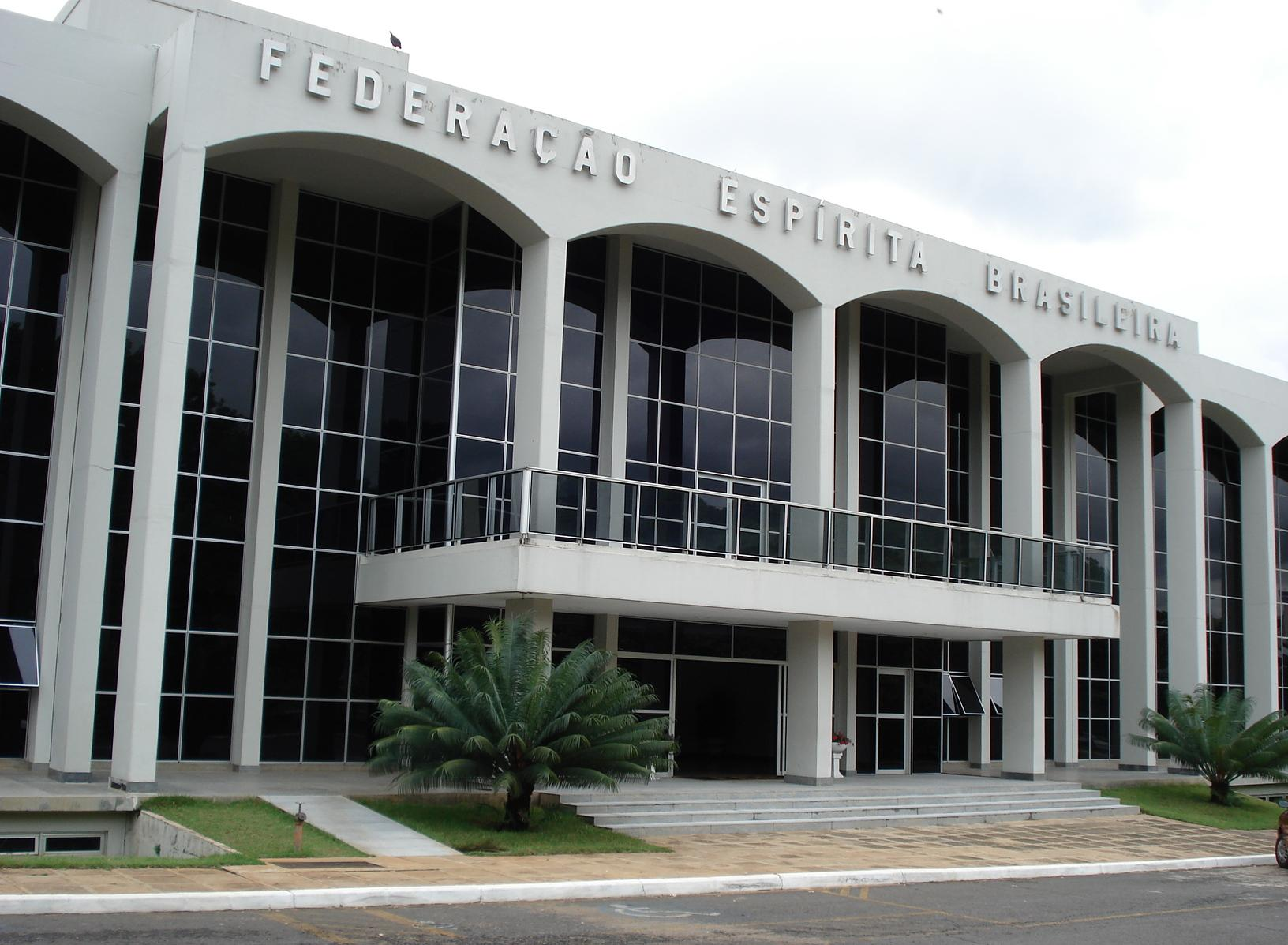
Sede da Federação Espírita Brasileira em Brasília.

De acordo com o último censo realizado pelo Instituto Brasileiro de Geografia e Estatística (IBGE), em 2010, o Brasil possuía 4,8 milhões de espíritas, sendo esse o terceiro maior grupo religioso do país, representando cerca de 3% da população brasileira. Com efeito, o IBGE trata os termos kardecismo e espiritismo como equivalentes em sua classificação censitária.
A doutrina espírita teve através de nomes como Bezerra de Menezes e Chico Xavier a oportunidade de se popularizar, espalhando seus ensinamentos por grande parte do território brasileiro. Hoje, o país é o que reúne o maior número de adeptos do espiritismo no mundo. Os espíritas são, também, o segmento social que têm maior renda e escolaridade, segundo os dados do mesmo Censo. Bezerra de Menezes foi presidente da Federação Espírita Brasileira (FEB) por duas gestões. A FEB foi fundada em janeiro de 1884, por Elias da Silva, com a finalidade de unificar o pensamento espírita no Brasil.
Como doutrina filosófica, o espiritismo foi sistematizado pelo pedagogo francês Allan Kardec n'O Livro dos Espíritos, publicado em 18 de abril de 1857. No Brasil, contudo, houve uma forte resinificação das ideias espíritas, que foram carregadas de um viés muito mais religioso do que o existente na Europa. Foi dentro dessa perspectiva que o espiritismo foi amplamente divulgado no Brasil, ainda na segunda metade do século XIX, atraindo principalmente a classe média. Em setembro de 1865, em Salvador, Bahia, foi criado o "Grupo Familiar do Espiritismo", o primeiro centro espírita brasileiro. Em 1873, fundou-se a "Sociedade de Estudos Espíritas", com o lema "Sem caridade não há salvação; sem caridade não há verdadeiro espírita". Esse grupo dedicou-se a traduzir para o português as obras de Kardec, como "O Livro dos Espíritos", "O Livro dos Médiuns", "O Evangelho Segundo o Espiritismo", "O Céu e o Inferno" e "A Gênese".

### Islamismo

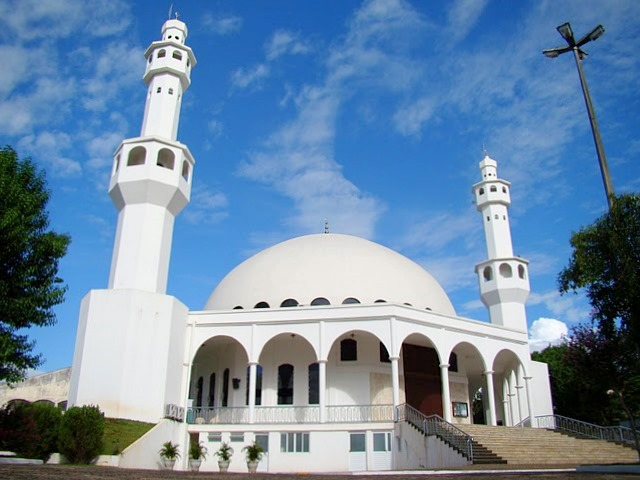
Mesquita em Foz do Iguaçu, Paraná.

Segundo o Censo de 2010, havia 35 167 muçulmanos no Brasil. Acredita-se que o islã chegou ao Brasil por meio de escravos africanos muçulmanos trazidos da África Ocidental. O Brasil recebeu mais muçulmanos escravizados do que qualquer outro lugar nas Américas. Durante o Ramadã, em janeiro de 1835, um pequeno grupo de escravos negros e libertos de Salvador, na Bahia, inspirados por professores muçulmanos, se levantaram contra o governo no que ficou conhecido como Revolta dos Malês, a maior rebelião escrava no Brasil. (Muçulmanos eram chamados de malês na Bahia por causa da palavra imale do iorubá, que designava um muçulmano iorubá.) Temendo que o exemplo pudesse ser seguido, as autoridades brasileiras começaram a vigiar os malês com muito cuidado e, nos anos subsequentes, intensos esforços foram feitos para forçar conversões para o catolicismo e apagar a memória popular e o apreço pelo islã. No entanto, a comunidade muçulmana africana não foi eliminada com facilidade, e em 1910, estima-se que ainda havia cerca de 100 mil africanos muçulmanos vivendo no Brasil.
A maior parte dos muçulmanos brasileiros vive nos estados de São Paulo e Paraná, mas também existem comunidades significativas nos estados do Rio Grande do Sul, do Rio de Janeiro, de Minas Gerais e do Mato Grosso do Sul. Grande parte desses muçulmanos são descendentes de imigrantes sírios e libaneses, que fixaram residência no país durante a Primeira Guerra Mundial na iminência da dissolução do Império Otomano. Entretanto, boa parte dos muçulmanos também é de origem palestina, marroquina, egípcia e africana. O Brasil também recebeu uma quantidade significativa de refugiados dos conflitos entre israelenses e palestinos, da Guerra do Líbano de 1982 e dos recentes conflitos no Iraque.
Uma tendência recente tem sido o aumento nas conversões ao islamismo entre os cidadãos não árabes. Uma fonte muçulmana recente estima que existem cerca de 10 mil muçulmanos convertidos no Brasil. Os líderes da comunidade muçulmana no Brasil estimam que há entre 70 mil e 300 mil muçulmanos no país, com o menor valor que representando aqueles que praticam a religião, enquanto a estimativa mais elevada incluiria também membros nominais.
A convergência de imigrantes árabes para a fronteira do estado do Paraná com o Paraguai fez com que a região, especialmente a cidade de Foz do Iguaçu, se tornasse um dos locais de maior concentração de muçulmanos na América Latina. Proporcionalmente, a cidade possui a maior comunidade islâmica do Brasil.

### Judaísmo
De acordo com dados do censo de 2010, existiam 107 329 judeus no Brasil, apesar de outras fontes apresentarem um número maior de seguidores. A maior proporção de judeus é encontrado nos estados de São Paulo e Rio de Janeiro.

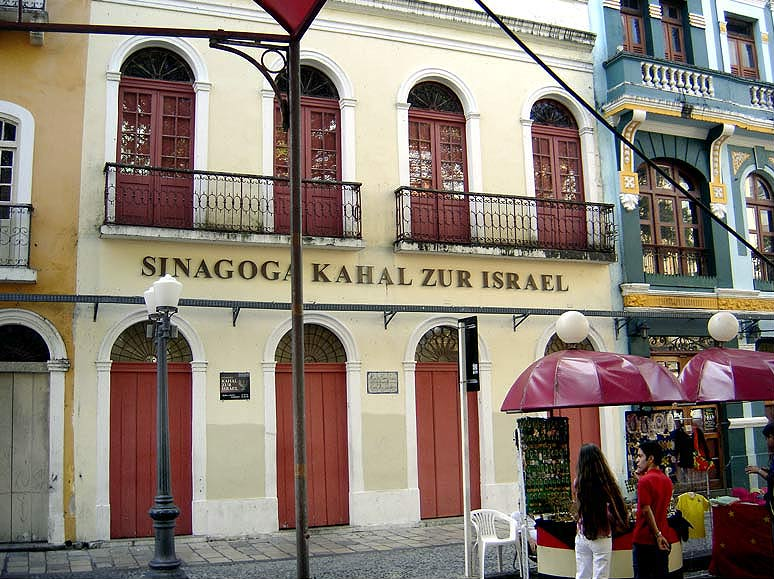
Sinagoga Kahal Zur Israel em Recife, Pernambuco, a mais antiga da América.

Os judeus chegaram pela primeira vez no Brasil como cristãos-novos ou convertidos, nomes aplicados aos judeus ou muçulmanos que se converteram ao catolicismo, a maioria deles à força. De acordo com os relatórios da Inquisição, muitos cristãos-novos que viviam no Brasil durante o período colonial foram condenados por secretamente manterem costumes judaicos. Estes relatórios podem não ser confiáveis desde a Inquisição confiscou os bens terrenos de suas vítimas, e tinha um interesse direto na denúncia e convencendo-os.
Em 1630, os holandeses conquistaram partes do nordeste do Brasil e permitiram a prática aberta de qualquer religião. Muitos judeus vieram dos Países Baixos para viver no Brasil na área dominada pelos holandeses. A maioria deles eram descendentes dos judeus portugueses que tinham sido expulsos de Portugal, em 1497. Em 1636, a Sinagoga Kahal Zur Israel, a primeira sinagoga das Américas, foi construída no Recife, a capital da Nova Holanda (Brasil Holandês). O edifício original permanece intacto até hoje, mas os judeus foram forçados a sair do Brasil quando o Império Português retomou as terras em 1654.
A primeira vez que judeus ficaram no Brasil e puderam praticar abertamente a sua religião aconteceu quando a primeira constituição brasileira concedeu liberdade de religião em 1824, logo após a independência. Eles eram principalmente judeus marroquinos, descendentes dos judeus espanhóis e portugueses que tinham sido expulsos da Espanha em 1492 e de Portugal em 1497.
A primeira onda de judeus sefarditas foi ultrapassada pela maior onda de imigração de judeus asquenazes, que chegou no final do século XIX e início do século XX, principalmente da Rússia, Polônia, Bielorrússia e Ucrânia. Um último grupo significativo veio, fugindo do nazismo e da destruição que se seguiu pela Segunda Guerra Mundial.

### Neopaganismo
Começam a se difundir entre os brasileiros, atualmente, religiões neo-pagãs de origem europeia, como a Wicca, a Ásatrú e o Neo-druidismo. Com a Wicca acontece um fator mais expressivo e especial. No censo 2010, os wiccanos foram incluídos no grupo de "outras religiosidades" e "não determinadas". De qualquer forma, desde a década de 1990 a Wicca, ou a Bruxaria moderna em geral, tem crescido muito no país, especialmente no Rio de Janeiro, Nordeste e São Paulo.
Segundo o Censo demográfico realizado no ano de 2010 no Brasil pelo IBGE, a religião Wicca e o Paganismo não foram incluídos na relação das religiões existentes no país, desta forma, podemos dizer que muitos dos seguidores das religiões pagãs ou se formos ser mais específicos, da religião Wicca, foram distribuídos entre as tradições esotéricas (74 013 seguidores), outras religiões (11 306 seguidores) ou religiosidade não determinada/mal definida (628 219 seguidores).
Contudo, dentro deste contexto, a religião Wicca não é a única religião existente dentro do paganismo ou neo-paganismo, mas sendo ela a mais representativa e presente junto ao diálogo inter-religioso do país, a coloca como a de maior expressão, conseguinte, a de maior número junto às demais religiões neo-pagãs. Neste prisma, podemos fazer um cálculo estimativo e aproximado de que haja em torno de 350 mil à 400 mil seguidores da religião Wicca no país.

### Religiões afro-brasileiras

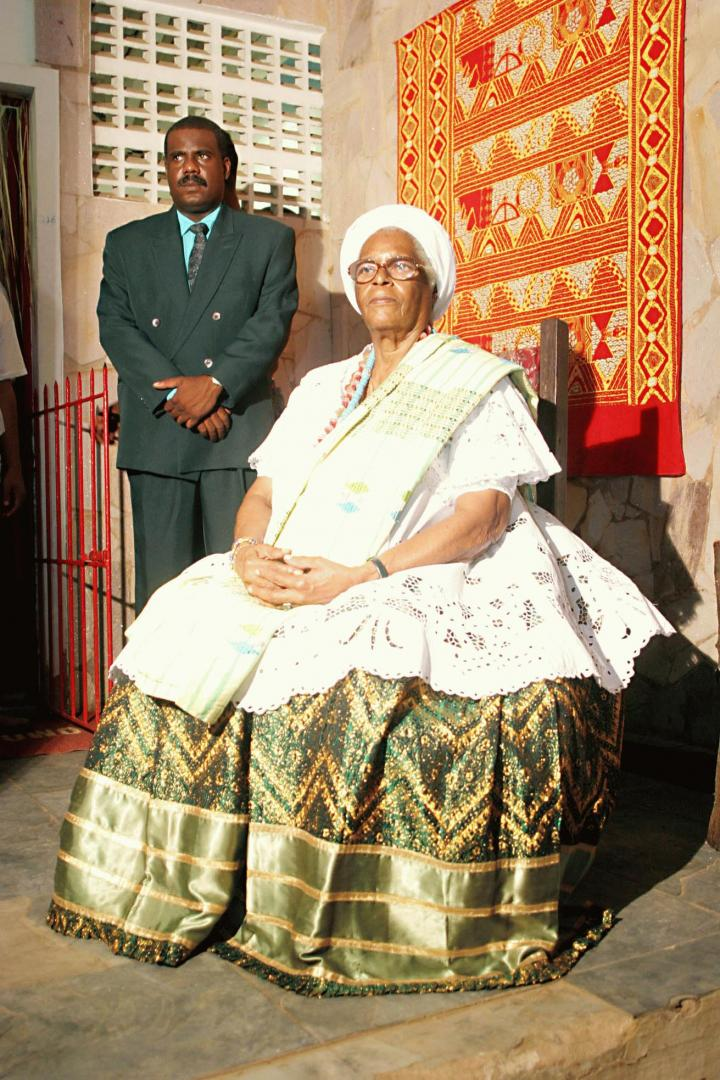
Mãe Stella de Oxóssi ialorixá do Candomblé, Salvador, Bahia

As chamadas religiões afro-brasileiras compõem o candomblé que é dividido em várias congregações, o Batuque, o Xangô do Nordeste, a Encantaria, o Tambor de Mina, a Quimbanda e o Xambá foram trazidas originalmente pelos escravos. Estes escravos cultuavam seu Deus (Olodumarê para os oeste-africanos e Zambi para os bantos), e os ancestrais africanos que foram divinizados chamados de Orixás pelos iorubás e de voduns pelos daomeanos, além dos inquices, espíritos presentes na crença dos povos bantos. Também trouxeram consigo cantos e danças trazidos da África.
Podem ser estabelecidas duas linhas principais de religiões africanas que tiveram maior influência no Brasil:
- as religiões dos povos bantos, vindos do sul e oeste da África (Angola, República Democrática do Congo, Moçambique), que originaram diferentes cerimônias celebradas especialmente no Rio de Janeiro (como o Candomblé Banto, e a umbanda). São também elementos folclóricos derivados da cultura dos povos bantos, por exemplo, as festas de bumba-meu-boi, lutas de capoeira, jogos de dança, e o samba;
- as religiões dos iorubás e jejes, originados do oeste africano (em especial da Nigéria), cuja influência é predominante no Nordeste brasileiro, com os candomblés baianos (como o candomblé Queto e o candomblé jeje).

A organização das religiões de matriz africana no Brasil deu-se bastante recentemente. Quando, nas últimas décadas do século XIX, no período final da escravidão, os africanos trazidos em levas para o Brasil foram assentados nas cidades, puderam viver em maior contato uns com os outros, num processo de interação e liberdade de movimentos que antes não conheciam. A fixação urbana dos escravos forneceu as condições favoráveis à sobrevivência de algumas tradições religiosas africanas, com o aparecimento de grupos de culto organizados.
A umbanda é considerada por muitos uma religião nascida no Brasil, tendo certo reconhecimento legal como a única religião brasileira. Surgiu em 15 de novembro de 1908 em São Gonçalo da Guanabara, no Rio de Janeiro, embora existam relatos de outras datas e locais de manifestação desta religião antes e durante este período seus adeptos aceitam esta data como o início histórico da mesma. Nas práticas atuais, os seguidores da umbanda deixam oferendas de alimentos, velas e flores em lugares públicos para os espíritos. Os terreiros de candomblé são discretos da vista geral, exceto em festas famosas, tais como a Festa de Iemanjá em todo o litoral brasileiro e Festa do Bonfim na Bahia. Estas religiões estão em todo o país.
O Brasil é bastante conhecido pelos ritmos alegres de sua música, como o Samba e a conhecida como Música Popular do Brasil (MPB). Isto pode relacionar-se ao fato de que os antigos proprietários de escravos no Brasil permitiam que seus escravos continuassem sua tradição de tocar tambores (ao contrário dos proprietários de escravos dos Estados Unidos que temiam o uso dos tambores para comunicações). Hoje, as Casas de Santo das religiões sincréticas são formalmente filiadas à Federação de Umbanda e Cultos Afro-Brasileiros, responsável por emitir a certidão de casamento religioso desses cultos.
Com a vinda dos escravos para o Brasil, seus costumes deram origem a diversas religiões, sendo a mais expressiva delas o candomblé, que tem milhões de seguidores, principalmente entre a população negra, descendente de africanos. Estão concentradas em maior número nos grandes centros urbanos do Norte e do Nordeste do país, mas também com grande presença no Sudeste. Diferente do candomblé, que é a religião sobrevivente da África ocidental, há também a Umbanda, que representa o sincretismo religioso entre o catolicismo, espiritismo e os orixás africanos. As religiões de matriz africana foram e ainda são perseguidas e discriminadas no Brasil. Desde a ascensão do evangelicalismo, essas religiões têm sofrido martírio e crescente intolerância.

### Hinduísmo
Existem pequenas comunidades hinduístas no Brasil.

### Santo Daime e religiões ameríndias
No Norte e Nordeste do Brasil há práticas diferentes de matriz americana, alguns em sincretismo com elementos cristãos, como o Santo Daime, de influência católica romana; ou a União do Vegetal de influência espírita.[carece de fontes?]
Nas décadas mais recentes, tem crescido no país o número de adeptos de religiões que fazem uso do chá Hoasca (também conhecido como ayahuasca) em seus rituais. São as chamadas religiões "hoasqueiras", nomenclatura sintética das religiões ameríndias e xamânicas sincréticas que se originaram na Floresta Amazônica e no Sertão e hoje se expandem nos grandes centros urbanos. Entre elas, as mais representativas e organizadas são o Santo Daime, o Xamanísmo Catimbó, a Jurema sagrada, a União do Vegetal e a Pajelança. São cultos com fortes elementos ameríndios.
Em 2004, o Conselho Nacional de Políticas Sobre Drogas (CONAD), atual órgão do Ministério da Justiça brasileiro, reconheceu a legitimidade do uso religioso da ayahuasca e a legalidade de sua prática. Seu uso para fins religiosos foi regulamentado pelo CONAD em 25 de janeiro de 2010, em resolução na qual se estabelece as normas legais para a utilização do chá pelas instituições religiosas.

## Não religiosos
De acordo com dados do Censo brasileiro de 2010 do IBGE, 8,0% da população brasileira declarou-se "sem religião" (o que equivale a 15,3 milhões de pessoas), dentre as quais cerca de 615 mil declararam-se ateias. No Censo de 2000, estes correspondiam a 7,4% (cerca de 12,5 milhões) da população. Em 1991 essa porcentagem era de 4,7%. Cabe salientar que o IBGE, órgão oficial de pesquisas, não pergunta quem de fato é ateu, quem é agnóstico, e quem apenas não segue alguma religião preestabelecida, embora conserve a sua fé em algo transcendental, denominando todos estes grupos pelo termo "sem religião". Uma pesquisa realizada pela empresa Ipsos a pedido da agência de notícias Reuters revelou que 3% dos brasileiros entrevistados não acreditam em deuses ou seres supremos.
No Brasil, o estado da Bahia é o terceiro com maior número de pessoas sem religião; o primeiro é o Rio de Janeiro. A capital baiana, Salvador, tem a maior porcentagem nacional de pessoas sem religião entre as capitais, 18% da população. No país todo, são mais numerosos entre os homens e entre os habitantes com menos de 55 anos. A cidade com o maior percentual de não religiosos é Nova Ibiá, com 59,85% dos habitantes, de acordo com o censo de 2000 do IBGE. O segundo lugar fica com Pitimbu, na Paraíba, com 42, 44%. De acordo com dados do Censo de 2010, no entanto, o município do Chuí, no Rio Grande do Sul, é o que apresenta a maior proporção de pessoas sem religião, onde 54% dos habitantes declarou não professar nenhuma fé.
Atualmente, apenas os ditos católicos e evangélicos superam em número os não religiosos. Em comparação, estima-se que a média mundial de não religiosos é de 23,5% da população total.

## Controvérsias

### Laicidade do Estado brasileiro
A Constituição brasileira de 1988 instituiu uma divisão entre as religiões e o Estado, consolidando o conceito de Estado laico. O governo instituído não pode favorecer, nem interditar, as atividades das religiões. Além disso, não pode impor uma religião específica aos seus cidadãos, nem discriminá-los em razão de não seguirem a religião majoritária.
Artigo 5.°
IV — é livre a manifestação do pensamento, sendo vedado o anonimato;
VIII — ninguém será privado de direitos por motivo de crença religiosa ou de convicção filosófica ou política, salvo se as invocar para eximir-se de obrigação legal a todos imposta e recusar-se a cumprir prestação alternativa, fixada em lei.
Artigo 19. É vedado à União, aos Estados, ao Distrito Federal e aos Municípios:
I — estabelecer cultos religiosos ou igrejas, subvencioná-los, embaraçar-lhes o funcionamento ou manter com eles ou seus representantes relações de dependência ou aliança, ressalvada, na forma da lei, a colaboração de interesse público.
Constituição brasileira de 1988
— 
Tal princípio constitucional, o conceito de Estado laico, já é bem antigo no Brasil, tendo sido instituído pela Constituição de 1891.
Artigo 72
§7.°- Nenhum culto ou igreja gozará de subvenção oficial, nem terá relações de dependência ou aliança com o Governo da União ou dos Estados. - Constituição Republicana de 1891

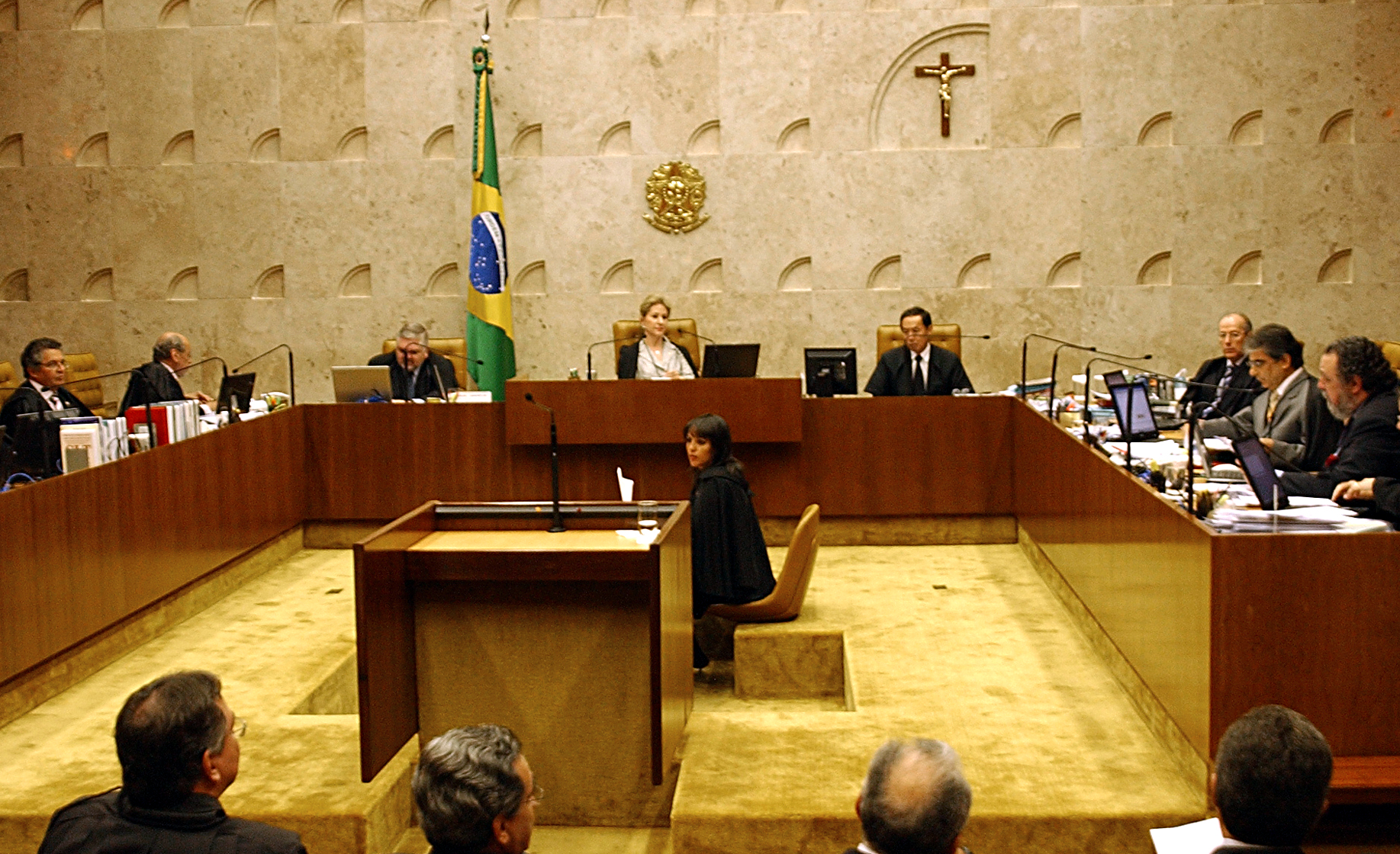
Uma cruz cristã pendurada na parede da sede do Supremo Tribunal Federal. A presença de símbolos religiosos em repartições públicas é criticada por alguns setores da sociedade, por considerarem essa uma forma de discriminação religiosa e desrespeito ao laicismo.

No entanto, apesar da Constituição do Brasil definir o Estado como laico e ter oficializado a separação entre a Igreja e o Estado, o governo brasileiro mantém uma concordata com o Vaticano, o que, de acordo com alguns especialistas, cria um estatuto privilegiado para a Igreja Católica no país. No entanto, para outros especialistas o acordo não cria privilégios e "todas as religiões estão livres para estabelecer a mesma relação com o Estado, se assim o desejarem".
A presença de símbolos religiosos, como a cruz cristã, em repartições públicas brasileiras também é criticada por algumas entidades. Em 2009, o Ministério Público de São Paulo entrou com uma ação civil pedindo a retirada dos símbolos religiosos dos prédios de entidades do governo federal no estado de São Paulo. Para o procurador Jefferson Aparecido Dias, responsável pela ação, "quando o Estado ostenta um símbolo religioso de uma determinada religião em uma repartição pública, está discriminado todas as demais ou mesmo quem não tem religião afrontando o que diz a Constituição.".
No entanto o desembargador José Geraldo Barreto Fonseca defendeu a manutenção dos crucifixos em repartições públicas, sob a alegação de que "o Brasil é um estado laico, não ateu, e respeita os valores religiosos". Ele cita o preâmbulo da Constituição Federal, em que se lê que esta foi promulgada "sob a proteção de Deus". Em 2007 o Conselho Nacional de Justiça (CNJ) julgou quatro representações questionando a presença de crucifixos em tribunais, como o que há no Supremo Tribunal Federal. Decidiu pela permanência dos crucifixos, entendendo que o uso de símbolos religiosos em órgãos do Poder Judiciário não fere a autonomia do Estado em relação à religião. Na sua avaliação os crucifixos são muito mais símbolos culturais e tradicionais do que representantes de uma religião específica.
Em novembro de 2012 o Ministério Público de São Paulo entrou com outra ação civil solicitando a retirada do dístico "Deus seja louvado" das cédulas de real, moeda corrente no Brasil, gerando grande polêmica e resultando inclusive em ameaças ao Procurador que encaminhou a denúncia. O dístico, alegadamente seria promoção do credo cristão, foi introduzido durante o Governo José Sarney e mantido por seus sucessores.
A concessão de passaportes diplomáticos a religiosos católicos e neopentecostais é contestada como uma violação do princípio de laicidade.

### Intolerância
Tem ocorrido no Brasil o crescimento das comunidades neopentecostais e algumas delas, como a Igreja Universal do Reino de Deus, são consideradas culpadas de intolerância religiosa. Foi criado no Brasil o Dia Nacional de Combate à Intolerância Religiosa (21 de janeiro) por meio da Lei n.º 11.635, de 27 de dezembro de 2007. Segundo Eloi Ferreira Araújo, previamente ministro interino da Igualdade Racial, "O Estado brasileiro reconhece que existem problemas dessa ordem, mas estamos procurando tratar disso".
Algumas entidades também alegam que direitos sociais dos homossexuais no Brasil são desrespeitados por motivos religiosos.

### Relações com outras instituições
As religiões possuem relação próxima com outras instituições da sociedade brasileira, tais como os partidos políticos e os veículos de mídia. Esse movimento inclui líderes que enfatizam o discipulado nos lares, comunhão constante com Deus e crítica à institucionalização religiosa.
| Religião                          | Veículos de comunicação |
| --------------------------------- | --- |
| Igreja Adventista do Sétimo Dia   | Rede Novo Tempo de Comunicação |
| Igreja Católica Apostólica Romana | União de Radiodifusão Católica do Brasil (UNDA-BR) Rede Católica de Rádio (RCR) Signis Brasil Instituto Brasileiro de Comunicação Cristã (INBRAC) Associação Evangelizar é Preciso Rede Aparecida de Comunicação Canção Nova Milícia da Imaculada Rede Pai Eterno |
| Igreja Renascer em Cristo         | Rede Gospel |
| Igreja Universal do Reino de Deus | Grupo Record Rede Aleluia Folha Universal |

A relação com a política se dá no predomínio das instâncias decisórias e chapas partidárias. O Republicanos está ligado à Igreja Universal do Reino de Deus, desde a época em que se chamava Partido Municipalista Renovador, quando vários fiéis saíram do Partido Liberal de 1985 (hoje extinto). A Assembleia de Deus (AD) é noticiada como articuladora na criação do Partido Republicano Cristão (PRC) — organização política que solicita registro no Tribunal Superior Eleitoral como partido político —, como também seus fiéis preferencialmente se filiam ao Podemos (PODE) (por este partido ter incorporado o extinto Partido Social Cristão)  entretanto não há vínculos oficializados. Já o Partido Liberal de 2006 (PL), apesar de ser a segunda preferência dos assembleianos, é predominado por presbiterianos. Também há vínculos extraoficiais da AD com o Partido Renovação Democrática (PRD) e a Democracia Cristã (DC). Além desses, são apontados como braços religiosos na política o Agir e a Mobilização Nacional (MOBILIZA) em relação à Igreja Batista, o Podemos (PODE) em relação à Igreja do Evangelho Quadrangular e o Partido Renovador Trabalhista Brasileiro (PRTB) em relação à Igreja Metodista. Católicos ligados à Teologia da Libertação foram um dos grupos (entre outros) que participaram da fundação do Partido dos Trabalhadores.